# À l'aube du printemps
Albums de Mes Aïeux
La ligne orange
À l'aube du printemps est le cinquième album du groupe de musique québécois Mes Aïeux,,,,,.
Le premier extrait, Viens-t'en est depuis le 19 janvier 2012 en rotation à la radio au Québec.

## Liste des pistes
| No  | Titre                        | Durée |
| --- | ---------------------------- | ----- |
| 1.  | Viens-t'en                   | 4:05  |
| 2.  | Passé dépassé                | 3:50  |
| 3.  | Les oies sauvages            | 3:12  |
| 4.  | En ligne                     | 4:52  |
| 5.  | Des réponses à tes questions | 4:18  |
| 6.  | La stakose                   | 3:57  |
| 7.  | La berceuse                  | 3:29  |
| 8.  | Je danse avec toi            | 4:20  |
| 9.  | Histoire de peur             | 4:51  |
| 10. | Le fil                       | 5:01  |
| 11. | Au gré du vent               | 4:26  |
| 12. | Bye bye                      | 2:09  |